# Kemono Michi: Rise Up
Kemono Michi: Rise Up (けものみち?, Kemonomichi, lett. "Sentiero degli animali") è un manga scritto da Natsume Akatsuki e disegnato da Mattakumo-suke e Yumeuta, e pubblicato sulla rivista Monthly Shōnen Ace della Kadokawa Shoten dal novembre 2016 all'agosto 2024. Dal manga è stata tratta una serie televisiva anime prodotta dallo studio ENGI e trasmessa in Giappone dal 2 ottobre al 18 dicembre 2019; l'anime è stato pubblicato tramite Dynit sia sottotitolato che doppiato in italiano sulla piattaforma Amazon Prime Video.

## Trama
Il lottatore mascherato Genzo Shibata ama tutti i tipi di animali. Un giorno viene convocato in un altro mondo, dove una principessa gli chiede di aiutarla ad uccidere tutte le bestie magiche. Genzo, infuriatosi per la richiesta, la mette KO con un suplex rovesciato. Inizia così la sua nuova vita come proprietario di un negozio di animali dell'altro mondo.

## Personaggi

### Principali

A partire da sinistra: Hanako, Carmilla, Genzo e Shigure

Genzo Shibata (柴田 源蔵?, Shibata Genzō)/Kemoner Mask (ケモナーマスク?, Kemonā Masuku)
Doppiato da: Katsuyuki Konishi (ed. giapponese), Marco Bassetti (ed. italiana)
Un famoso wrestler professionista teletrasportato in un mondo fantasy per uccidere il re dei demoni e diventare l'eroe. Tuttavia, a causa del suo profondo amore per gli animali, rifiuta l'idea di uccidere i mostri, preferendo invece catturarli vivi per diventare il proprietario di un negozio di animali. La sua forte empatia con gli animali gli permette di stringere amicizia con quasi tutti i mostri che incontra in un batter d'occhio, ma quando viene provocato si dimostra un combattente eccezionale. Tuttavia, nonostante i suoi sforzi, i suoi successi nel rendere i mostri docili e amichevoli gli hanno fatto guadagnare il titolo di "Ammazza-bestie" tra gli altri cacciatori, con sua grande frustrazione.
Hiroyuki (ひろゆき?)
Doppiato da: Rie Suegara
Il cane da compagnia di Genzo che è stato trasportato con lui nel nuovo mondo. Viene spesso preso di mira per essere rapito da Edgar, un criminale amico di Misha e Wolfgang, soprattutto per vendicarsi di Genzo ma anche perché, essendo l'unico membro conosciuto della sua specie nel nuovo mondo, è considerato raro e prezioso. Come disse una volta Genzo, se avesse venduto sia Hiroyuki che Carmilla avrebbe ottenuto molto di più per il cane che per lei.
Shigure (シグレ?)
Doppiata da: Akira Sekine (ed. giapponese), Jessica Bologna (ed. italiana)
Ragazza lupo partner di Genzo, è estremamente avida e ambiziosa, inoltre sogna di diventare ricca. Tuttavia, il suo terribile senso per gli affari le ha fatto perdere una grande quantità di oro che aveva ricevuto in prestito da un gruppo di strozzini, costringendola a firmare un contratto come schiava per ripagare il suo debito. Dopo essere stata salvata da Genzo, si unisce a lui nella sua ricerca di diventare un famoso cacciatore di bestie, al fine di raccogliere abbastanza denaro per realizzare il suo sogno. La sua gag più nota è che quando Genzo attacca il cavaliere eroe Heat Haze per aver cercato di annientare delle bestie con le sue spade, lei ruba le armi di quest'ultimo e le vende, fingendo di affermare che a qualcuno sia caduta una spada dal nulla.
Hanako (花子?)
Doppiata da: Yuki Yagi (ed. giapponese), Alessandra Berardi (ed. italiana)
Hanako, vero nome di Lindabrea Fafnir Gildmerag (ファフニール・ギルドメラグ・リンダブレア?, Fafunīru Girudomeragu Rindaburea), è una bambina metà umana e metà drago, unica erede di una famiglia nobile che ha lasciato il suo castello per conoscere il mondo e i suoi sapori. Sebbene abbia le sembianze di una bambina con corna e coda di drago, è piuttosto forte e coriacea, mentre la sua fame infinita la spinge a consumare qualsiasi essere vivente che vede. Si unisce a Genzo per realizzare il suo sogno di assaggiare la carne di ogni singolo mostro del mondo.
Carmilla Vanstein (ヴァンシュタイン・カーミラ?, Vanshutain Kāmira)
Doppiata da: Arisa Sakuraba (ed. giapponese), Monica Vulcano (ed. italiana)
La fidata cameriera vampira di Hanako. Quando Hanako si unisce a Genzo, Carmilla la segue, nonostante la sua avversione per Genzo. Come la maggior parte dei vampiri, teme l'acqua santa e l'aglio e ha bisogno di un ombrello quando è esposta alla luce del sole. Pur apparendo arrogante e dispettosa nei confronti di Genzo, cerca di assecondare ogni capriccio di Hanako, arrivando a sfiorare l'ossessione. Spreca i soldi che guadagnano e li usa esclusivamente per comprare alcolici per il suo consumo personale.
Sig (ジーク?, Jiku)
Una misteriosa formica gigante che lavora per Genzo. Sono sconosciute le motivazioni per cui lavora per quest'ultimo e non parla mai.

### Altri
Macadamian Ogre (マカデミアンオーガ?, Makademian Ōga)
Doppiato da: Tetsu Inada (ed. giapponese), Federico Di Pofi (ed. italiana)
Il primo avversario di Genzo per il titolo di campione del mondo, il cui ring name è MAO. Il loro incontro è stato interrotto quando Genzo è stato teletrasportato nell'altro mondo dalla principessa Altena, e da allora lo cerca senza sosta per poter concludere il loro incontro. Quando le forze oscuro del nuono mondo chiamano il loro eroe, MAO viene teletrasportato dalla principessa vampire Ioana, unendosi al suo popolo nella guerra contro gli umani e diventando il nuovo re dei demoni.
Ioana (イオアナ?)
Doppiata da: Sora Amamiya (ed. giapponese), ? (ed. italiana)
La principessa erede di tutti i vampiri, il cui popolo combatte una guerra senza fine contro gli umani e le altre specie. Una volta saputo che la principessa Altena ha convocato Genzo nel loro mondo per combattere contro di loro, esegue lo stesso rituale per far arrivare il lottatore MAO, nemesi del wrestling di Genzo, facendolo diventare il campione dei vampiri.
Roze (ローゼ?, Rōze)
Doppiata da: Kana Aoi (ed. giapponese), Valentina Stredini (ed. italiana)
Serva di Ioana, fa parte della più alta classe di vampiri. Quando Ioana dice ad Hanako che potrebbe fornirle un servitore vampiro ancora più forte, Roze duella con Carmilla per dimostrare la sua tesi. Dopo che Roze vince facilmente, Hanako affronta e sconfigge sia Ioana che Roze e dice di essere soddisfatta della sua attuale servitrice, con tutti i suoi difetti.
Misha (ミーシャ?)
Doppiata da: Hana Tamegai (ed. giapponese), Emanuela Damasio (ed. italiana)
Metà umana e metà gatto, incontra Genzo al suo primo arrivo nel nuovo mondo. Il suo amore per gli animali ha causato a lei e a suo fratello Wolfgang molto stress quando li accarezzava e sfiorava il loro pelo contro la loro volontà Da allora, vede Genzo solo come un pervertito e cerca di vendicarsi per eliminarlo.
Wolfgang von Kraftman (ヴォルフガング・フォン・クラフトマン?, Vorufugangu fon Kurafutoman)
Doppiato da: Kenichirou Matsuda (ed. giapponese), ? (ed. italiana)
Uomo lupo e fratello di Misha. Sebbene all'inizio appaia burbero e brutale, dopo il primo incontro con Genzo diventa timoroso di uscire dal suo nascondiglio perché tema di incontrarlo di nuovo. Per questo motivo, di solito è contrario ai piani di vendetta di Misha contro Genzo.
Edgar (エドガー?, Edogā)
Doppiato da: Taketora (ed. giapponese), Alessio Cerchi (ed. italiana)
Mercante della città e compagno di Misha e Wolfgang. Come Misha, conosce Genzo solo come un pervertito e la aiuta nelle sue idee di vendetta.
Re degli orchi (オークキング?, Ōku Kingu)
Doppiato da: Daisuke Ono (ed. giapponese), ? (ed. italiana)
Il capo di un villaggio di orchi i cui abitanti usano minacciare e attaccare gli umani. Una volta ricevuta dalla gilda la missione per porre fine al problema, Genzo raggiunge il villaggio e sfida il re degli orchi in un incontro di lotta. Dopo essere stato sconfitto, l'orco considera Genzo un combattente onorevole e affidabile e accetta di tenere i suoi uomini lontani dagli insediamenti umani da quel momento in poi.
Altena Elgard Ratis (エルガルド・ラティス・アルテナ?, Erugarudo Ratisu Arutena)
Doppiata da: Rie Suegara (ed. giapponese), ? (ed. italiana)
La principessa che ha convocato Genzo nel nuovo mondo. Subito dopo il suo arrivo, gli chiede di sconfiggere il re dei demoni e le bestie immonde che vagano per la terra, solo che lui esegue una mossa di wrestling su di lei, rivelando ai presenti la sua biancheria intima. Da quel momento diviene nota a tutto il regno come "Principessa deretana" e cerca di convincere nuovamente Genzo a uccidere il re dei demoni. In seguito, dopo essere stata umiliata in uno dei suoi incontri di wrestling, diventa masochista.
Celes (セリス?, Serisu)
Doppiata da: Aoi Koga (ed. giapponese), ? (ed. italiana)
Una bestia mezza mana e mezza lucertola, va da Genzo per diventare la sua apprendista. Dopo aver inizialmente rifiutato la sua richiesta, Genzo accetta dopo aver capito che lei è una lucertoloide e che il suo ventre e la sua schiena sono squamosi.
Moglie del coboldo (コボルトの奥さん?, Koboruto no okusan)
Doppiata da: Junko Minagawa (ed. giapponese), ? (ed. italiana)
Una bestia locale dalle sembianze di orso, è sprezzante nei confronti di Genzo fino a quando lui non le fa i complimenti per il suo aspetto e la sua pelliccia, facendola innamorare di lui, anche se è sposata. Viene vista spesso in città alla ricerca di Genzo alle spalle del marito.
Marito coboldo (コボルトの旦那さん?, Koboruto no dannasan)
Doppiato da: Hiroki Yasumoto (ed. giapponese), ? (ed. italiana)
Un uomo bestia locale simile a un corso, viene avvicinato da Genzo per competere nel torneo di wrestling della città. Inizialmente ostile a Genzo a causa delle interazioni con la moglie, accetta di partecipare dopo aver sfidato e perso un duello con quest'ultimo, guadagnando così rispetto per lui.

## Media

### Manga
Il manga viene scritto da Natsume Akatsuki e disegnato da Mattakumo-suke e Yumeuta, i cui capitoli sono stati serializzati dal 26 novembre 2016 al 26 agosto 2024 sulla rivista Monthly Shōnen Ace edita da Kadokawa Shoten. I capitoli sono stati raccolti in 14 volumi tankōbon dal 25 aprile 2017 al 25 ottobre 2024.

#### Volumi
| Nº | Data di prima pubblicazione | Data di prima pubblicazione | Data di prima pubblicazione |
| Nº | Giapponese                  | Giapponese                  |                             |
| -- | --------------------------- | --------------------------- | --------------------------- |
| 1  | 25 aprile 2017              | ISBN 978-4-04-105543-4      |                             |
| 2  | 26 ottobre 2017             | ISBN 978-4-04-105549-6      |                             |
| 3  | 24 luglio 2018              | ISBN 978-4-04-107051-2      |                             |
| 4  | 26 gennaio 2019             | ISBN 978-4-04-107904-1      |                             |
| 5  | 25 settembre 2019           | ISBN 978-4-04-108231-7      |                             |
| 6  | 26 novembre 2019            | ISBN 978-4-04-108853-1      |                             |
| 7  | 26 giugno 2020              | ISBN 978-4-04-109634-5      |                             |
| 8  | 26 febbraio 2021            | ISBN 978-4-04-110933-5      |                             |
| 9  | 25 settembre 2021           | ISBN 978-4-04-111836-8      |                             |
| 10 | 26 maggio 2022              | ISBN 978-4-04-112477-2      |                             |
| 11 | 26 dicembre 2022            | ISBN 978-4-04-113267-8      |                             |
| 12 | 25 novembre 2023            | ISBN 978-4-04-113916-5      |                             |
| 13 | 25 luglio 2024              | ISBN 978-4-04-114945-4      |                             |
| 14 | 25 ottobre 2024             | ISBN 978-4-04-115308-6      |                             |

### Anime
Un adattamento anime è stato annunciato da Monthly Shōnen Ace il 18 gennaio 2019. In seguito è stato annunciato che l'adattamento sarebbe stato una serie televisiva prodotta da ENGI. La serie è stata diretta da Kazuya Miura, con Touko Machida che ha curato la composizione della serie e Tomoka Noumi che ha curato il character design. È stata trasmessa dal 2 ottobre al 18 dicembre 2019 su AT-X, Tokyo MX, TVA, KBS, SUN e BS11. Inoltre è stata trasmessa in streaming su AbemaTV. La sigla d'apertura è Fight! Kemona Mask (闘魂！ケモナーマスク?, Faito! Kemonā Masuku) di NoB e Katsuyuki Konishi mentre quella di chiusura è Anecdote (アネクドット?, Anekudotto) di Momosumomosu.
In Italia l'anime è stato pubblicato da Dynit sia sottotitolato che doppiato in italiano sulla piattaforma Amazon Prime Video. Il doppiaggio italiano è stato pubblicato dal 9 ottobre al 18 dicembre 2019.

#### Episodi
| Nº | Titolo italiano Giapponese 「Kanji」 - Rōmaji | In onda          | In onda          |
| Nº | Titolo italiano Giapponese 「Kanji」 - Rōmaji | Giapponese       | Italiano         |
| 1  | Il wrestler e la convocazione 「レスラー × 召喚」 - Resurā × shōkan | 2 ottobre 2019   | 9 ottobre 2019   |
| 1  | Durante il suo incontro contro il rivale Macadamian Ogre, il wrestler professionista Genzo Shibata viene improvvisamente convocato in un mondo fantastico dalla principessa Altena Elgard Ratis, che gli chiede di diventare un eroe e di aiutare a sconfiggere il re dei demoni uccidendo le bestie demoniache che infestano il regno. Genzo, amante degli animali, rifiuta eseguendo un german suplex sulla principessa, mettendola al tappeto. In città, i fratelli uomini bestia criminali Misha e Wolfgang intendono catturare e vendere Genzo come schiavo. Tuttavia, Genzo sopraffà Wolfgang per potergli accarezzare la pelliccia. Edgar, un altro criminale, cerca di ridurre in schiavitù una ragazza-lupo di nome Shigure, così Genzo la salva. Altrove, Edgar progetta di rubare il cane di Genzo, Hiroyuki, per vendicarsi. Shigure porta Genzo alla gilda dei cacciatori per guadagnare denaro attraverso le richieste di lavoro. Il padrone della gilda, pensando che Genzo sia un pazzo pervertito, lo manda a uccidere i pericolosi Cerberi, ma Genzo invece sovrasta e doma il branco, guadagnandosi il soprannome di ammazza-bestie. Genzo decide che piuttosto che uccidere le bestie malvagie le catturerà e le venderà come animali domestici. Shigure, ossessionata dal denaro, decide di unirsi a lui nella gestione del suo negozio di animali, insieme a una formica gigante con cui Genzo sembra aver stretto amicizia senza spiegazioni.                                           |                  |                  |
| 2  | Le missioni e l'ammazza-bestie 「クエスト × 魔獣殺し」 - Kuesuto × majūgoroshi | 9 ottobre 2019   | 16 ottobre 2019  |
| 2  | Genzo e Shigure hanno bisogno di soldi per comprare un negozio, inoltre la ragazza deve ancora dei soldi a Edgar. Genzo sente un altro cacciatore chiamato ammazza-bestie e lo colpisce con un pugno contro il muro perché odia questo soprannome. Genzo decide di catturare una salamandra e viene invitato da Heat Haze, il guerriero più forte della gilda, a unirsi alla sua squadra; tuttavia, Genzo lo mette al tappeto dopo aver appreso che hanno intenzione di uccidere la salamandra. Genzo aggiunge facilmente la salamandra alla sua collezione di bestie e incassa la ricompensa. Shigure paga il suo debito con Edgar, mentre Wolfgang rimane terrorizzato da Genzo. Altrove, la nobile ragazza metà umana e metà drago, Lindabrea Fafnir Gildmerag, si stufa della carne di bestia e scappa di casa per provare altri cibi. Genzo continua ad aumentare la sua collezione di bestie, rendendo più urgente l'acquisto di un negozio, e accetta un lavoro redditizio per occuparsi degli orchi che rubano i raccolti. Carmilla Vanstein, la cameriera vampira di Lindabrea viene a sapere che quest'ultima è scomparsa. Genzo si reca alla roccaforte degli orchi e sfida il loro re. Dopo un combattimento ad armi pari, Genzo alla fine vince, guadagnandosi il rispetto del re e dei suoi sudditi. Utilizzando i soldi della ricompensa, Genzo acquista un negozio, ma non riesce a ottenere il prestito bancario necessario per avviare l'attività. Nel frattempo, Lindabrea arriva in città. |                  |                  |
| 3  | La ragazza in fuga e l'assalitore 「家出少女 × 襲撃者」 - Iedeshōjo × shūgekisha | 16 ottobre 2019  | 16 ottobre 2019  |
| 3  | Genzo inizia i preparativi per aprire il suo negozio di animali, ma scopre che senza il prestito della banca, nutrire gli animali domestici è impossibile. Genzo trova Lindabrea nel suo giardino ed è costretto a nutrirla per impedire che cerchi di mangiare Hiroyuki. Genzo sente la voce che un drago sta attaccando la gente e decide di catturarlo. Genzo indossa il suo costume da lottatore e prepara una trappola che cattura accidentalmente Lindabrea. Viene individuato dai cacciatori che pensano che sia un pervertito mascherato. Vengono affrontati da Carmilla, che crede anch'essa che Genzo sia un rapitore pervertito. La forza da lottatore di Genzo si rivela superiore e sovrasta Carmilla prima di fuggire. Al negozio, Lindabrea spiega che la sua famiglia è una delle quattro famiglie nobili che servono direttamente il re dei demoni. Carmilla appare di nuovo, ma non riconosce Genzo senza la sua maschera. Seguendo il consiglio di Shigure, Genzo neutralizza Carmilla con acqua santa e aglio, mentre Lindabrea spiega il motivo della sua fuga basata sul cibo. Dopo averle chiesto di restare, Genzo la assume per lavorare nel negozio e la soprannomina Hanako. Quando Genzo scopre che il drago che attacca le persone è in realtà Carmilla che succhia il loro sangue, le fa un german suplex. |                  |                  |
| 4  | Bestie demoniache e part-time 「魔獣 × バイト」 - Majū × baito | 23 ottobre 2019  | 23 ottobre 2019  |
| 4  | La principessa Altena è furiosa per il fatto che le sue guardie e i suoi sacerdoti la chiamino "Principessa deretana" alle sue spalle. Nel frattempo, Shigure si dispera perché tutti i soldi del negozio vengono spesi per il cibo di Hanako, l'alcol di Carmilla e il cibo per animali. I due ricevono la visita di un rappresentante della banca che li informa che il loro prestito sarà negato se non saranno in grado di fornire l'acconto. Genzo obbliga tutti a guadagnare denaro in qualsiasi modo. Dopo che Shigure chiede aiuto al capo della gilda, Genzo viene inviato a cacciare un grifone e ancora una volta mette fuori combattimento Heat Haze per aver pianificato di ucciderlo. Genzo scopre che i genitori dei grifoni costringono i loro piccoli a combattere, allevando solo i più forti fino all'età adulta e abbandonando i più deboli a morire. Per questo motivo, ruba il più debole per diventare il suo nuovo genitore, ma viene rapidamente messo fuori combattimento e sopravvive solo perché Hanako è riuscita a portarlo a casa. Carmilla, uccisa e mangiata da uno degli adulti, viene sepolta nel giardino di Genzo per risorgere. Il piccolo grifone cresce rapidamente fino a raggiungere le dimensioni adulte, aumentando il conto del cibo per animali, anche se Shigure è meno preoccupata del solito perché ha recentemente guadagnato una piccola fortuna vendendo tutte le spade "perdute" di Heat Haze.                                                            |                  |                  |
| 5  | Kemoner Mask e MAO 「ケモナーマスク × MAO」 - Kemonaa Masuku × MAO | 30 ottobre 2019  | 30 ottobre 2019  |
| 5  | Macadamian Ogre, noto professionalmente come MAO, ha trascorso la sua carriere di wrestler perdendo sempre contro Genzo per poi scomparire durante l'incontro di campionato. MAO finisce per deprimersi e si rifiuta di lottare con chiunque tranne che con Genzo. Nel frattempo, Shigure costringe Genzo ad accettare un nuovo lavoro, così Misha e Wolfgang approfittano della sua assenza per rubare finalmente Hiroyuki. In seguito, Edgar trova Misha e Wolfgang malmenati perché il loro furto è stato sventato dalla bestia formica amica di Genzo, lasciando Wolfgang con la fobia sia di Genzo che delle formiche. Genzo perde interesse nella caccia dopo aver scoperto che i loro obiettivi sono le mandragole vegetali, e la caccia fallisce quando Genzo è distratto a combattere con Carmilla e Hanako mangia tutte le mandragole. Genzo viene a sapere che Hiroyuki è stato quasi rapito e punisce Wolfgang, impressionando i cittadini vicini. Gli applaudi fanno venire a Genzo la nostalgia dei suoi precedenti incontri contro MAO. MAO non riesce a superare la sua ossessione per Genzo, ma viene improvvisamente convocato nello stesso mondo fantastico da Ioana, la principessa dei vampiri, che ha ricevuto il permesso dal re dei demoni di convocare un altro re dei demoni dal mondo alternativo per sconfiggere l'eroe convocato dalla principessa Altena. |                  |                  |
| 6  | L'incapace e la signorina 「ポンコツ × ご主人様」 - Ponkotsu × goshujin-sama | 6 novembre 2019  | 6 novembre 2019  |
| 6  | Basandosi sull'uso del suo nome da lottatore, MAO, Ioana e la sua corte confermano erroneamente che si tratta di un vero e proprio re dei demoni proveniente da un mondo alternativo. MAO è entusiasta di scoprire che l'eroe che vogliono sconfiggere è Genzo. Ioana rivela che il suo desiderio è quello di battere Hanako, con la quale ha una rivalità infantile di lunga data. Ioana voleva sostituire Carmilla con una cameriera vampiro sotto il suo controllo, ottenendo così un vantaggio su Hanako, così ha fatto in modo che la sua cameriera vampiro superiore, Roze, sconfiggesse e umiliasse Carmilla per dimostrare che quest'ultima non era degna di servire Hanako. Dopo che Hanako ha ammesso la sconfitta per conto di Carmilla, ha vendicato Carmilla sconfiggendo sia Ioana che Roze, umiliandole entrambe e sventando il complotto di Ioana. Dopo aver saputo della fuga di Hanako, Ioana è convinta che Hanako voglia trovare e sconfiggere l'eroe per ottenere la gloria e quindi convoca MAO per sconfiggere l'eroe per primo. Nel frattempo, Hanako ricorda felicemente quanto sia inutile Carmilla mentre guarda Genzo che la seppellisce in giardino per farla risorgere dopo essere stata uccisa e mangiata da un'altra bestia. All'insaputa di Genzo, una ragazza dai capelli blu lo sta osservando di nascosto. |                  |                  |
| 7  | Il primo discepolo e lo scocciatore 「初弟子×めんどくさい人」 - Hatsu deshi × mendokusai hito | 13 novembre 2019 | 13 novembre 2019 |
| 7  | La ragazza dai capelli blu, una cacciatrice di nome Celes, va da Genzo e viene punita per averlo chiamato ammazza-bestie. Celes spiega di essere una cacciatrice inesperta e il capo della gilda le suggerisce di chiedere a Genzo di essere addestrata. Genzo accetta dopo aver capito che Celes è una lucertoloide. I due iniziano l'addestramento, anche se l'entusiasmo di Genzo diviene altalenante in base a quanto riesce a vedere del suo corpo squamoso. Anche Shigure, Carmilla e Hanako cercano di darle una mano ad allenarsi. Celes rivela di voler voluto un addestramento specifico da Genzo perché i cacciatori della gilda la prendevano in giro perché è una lucertoloide. Genzo scatena una rissa con i cacciatori, mentre Celes viene ispirata dai suoi insegnanti a diventare una persona migliore. I cacciatori si rendono conto di aver sbagliato e si scusano; Genzo li aiuta a chiudere la questione insistendo con Celes per un duello con uno dei cacciatori, che la ragazza vince. I cacciatori spiegano di essere frustrati perché è apparsa una nuova bestia che sta creando diversi problemi alla gilda. Shigure e gli altri si rendono conto che in realtà si tratta di Genzo in tenuta da wrestling. Clause, il rappresentante della banca, va da Genzo con l'intenzione di organizzare un torneo di lotta, che farebbe guadagnare a Genzo molti soldi per il suo negozio. Genzo accetta dopo aver capito che gli manca il wrestling.                                         |                  |                  |
| 8  | Kemoner e lo spettacolo 「ケモナー × 興行」 - Kemonā × kōgyō | 20 novembre 2019 | 20 novembre 2019 |
| 8  | Genzo cerca di includere le bestie negli incontri, ma Clause suggerisce invece gli uomini bestia. Genzo vede il coboldo con cui filtra sempre e decide di chiedere al marito di partecipare al torneo. Il marito, credendo che Genzo voglia rubargli la moglie, si batte con lui e, pur perdendo, ricorda la sua giovinezza di guerriera. La moglie coboldo è confusa dal fatto che Genzo sembra averle rubato il marito. Genzo prova allora a chiedere a Wolfgang, ma lui è ancora traumatizzato e Misha decide di partecipare al suo posto. Genzo recluta anche orchi e cacciatori, ma mette al tappeto Heat Haze per aver tentato di usare le armi nel corso di un incontro e nel mentre una figura incappucciata osserva il torneo da lontano. Nel frattempo, la principessa Altena viene a conoscenza del torneo e riconosce Genzo su un volantino pubblicitario. Genzo e Carmilla formano un tag team contro Misha e Heat Haze. La figura incappucciata si rivela essere Wolfgang e viene costretto a sostituire Heat Haze. Mentre la folla si agita, Shigure ammette che il dramma della rivalità tra Wolfgang e Genzo è un buon intrattenimento per il pubblico. Alla fine Genzo dichiara il torneo un successo ma Shigure diventa furiosa perché viene a sapere che quasi tutti i profitti del torneo sono stati sprecati per ripagare numerosi debiti che hanno accumulato. |                  |                  |
| 9  | La principessa e le mutandine 「プリンセス × パンツ」 - Purinsesu × pantsu | 27 novembre 2019 | 27 novembre 2019 |
| 9  | Dopo che i soldati hanno individuato Genzo, la principessa Altena cerca di farlo venire con sé ma lui le fa un german suplex, esponendo le sue mutandine al pubblico. Nel frattempo, Ioana informa MAO dei successi esagerati di Genzo prima che questi sconfigga i banditi bestia. Quando Genzo si rifiuta di combattere il re dei demoni, Altena ordina ai suoi cavalieri di ucciderlo, ma lui li sconfigge e la punisce. Altrove, Ioana dà a MAO il controllo del suo esercito di uomini bestia. Altena cerca più volte di convincere Genzo a fare l'eroe, ma ogni volta viene punita. Si reca quindi alla gilda per ottenere informazioni e Heat Haze cerca di unirsi a loro, ma viene nuovamente messo fuori combattimento. Gli altri cacciatori credono erroneamente che Genzo abbia intenzione di uccidere il re dei demoni e iniziano a chiamarlo eroe. Hanako teme che il fatto che Genzo sia l'eroe possa causare problemi, dato che la sua famiglia serve il re dei demoni. Altena informa Genzo che è stato convocato un altro re dei demoni, ma lui la punisce comunque. Più tardi, MAO si reca alla roccaforte degli orchi e inizia a picchiarli per sapere dove si trova Genzo. In seguito, gli orchi mostrano a Genzo un disegno di MAO, spiegandogli che è il nuovo re dei demoni, e Genzo lo riconosce immediatamente. |                  |                  |
| 10 | Soldi e legami 「金 × 絆」 - Kane × kizuna | 4 dicembre 2019  | 4 dicembre 2019  |
| 10 | La principessa Altena cerca di chiedere a Genzo di proteggere almeno i cittadini, ma lui si disinteressa. Genzo scopre allora che Hiroyuki è scomparso. Nel frattempo, MAO vede uno dei volantini del torneo di Genzo e capisce dove si trova quest'ultimo. Claus rivela che Hiroyuki si trova nella villa di un nobile, il quale spiega di aver acquistato il cagnolino per sua figlia e si rifiuta di restituirlo. Altena torna al castello per recuperare il denaro necessario a ricomprare Hiroyuki, e quando la figlia del nobile vede Genzo piangere, si offre di restituire il cane e il nobile accetta di rivendere Hiroyuki a un prezzo ridotto. Genzo scopre che i responsabili del rapimento di Hiroyuki sono Misha, Wolfgang ed Edgar e li punisce. In seguito Altena arriva con una grande quantità di denaro, ma scopre che tutti se ne sono già andati. Tornando a casa, Genzo trova Ioana, Roze e MAO nel suo negozio. Roze, Carmilla, Ioana e Hanako riprendono le loro piccole discussioni, finché MAO non le interrompe con rabbia e sfida Genzo a concludere il loro incontro. Ioana, supponendo che MAO si riferisca a un incontro letale, sfida anche Hanako. Claus suggerisce di includere i loro incontri nel prossimo torneo e tutti sono d'accordo. Carmilla mette da parte il suo orgoglio e chiede segretamente a Genzo di allenarla nel wrestling per poter finalmente sconfiggere Roze.                                                                                          |                  |                  |
| 11 | Orgoglio e lealtà 「誇り × 忠誠」 - Hokori × chūsei | 11 dicembre 2019 | 11 dicembre 2019 |
| 11 | Genzo inizia l'addestramento di Carmilla, ma non sa cosa insegnarle esattamente. Nel frattempo, Claus e Shigure riprogettano il ring dei wrestling per far fronte a una pubblico più numeroso. Genzo riesce a organizzare un torneo di cinque incontri, che vede come partecipanti anche Misha, Wolfgang e persino la principessa Altena, con l'incontro finale Genzo contro MAO. Il primo incontro vede Heat Haze, Celes e Altera lottare contro le bestie demoniache dell'esercito di Ioana; pur vincendo, Altena scopre di trovare piuttosto piacevole farsi umiliare in pubblico. Nel secondo incontro, il marito coboldo e il re degli orchi sconfiggono i ciclopi dell'esercito di Ioana. Nel terzo incontro, Misha e Wolfgang vengono facilmente sconfitti dalle bestie gorilla dell'esercito di Ioana. Nel quarto incontro, Carmilla lotta contro Roze e scopre che l'allenamento di Genzo l'ha resa più forte. Tuttavia festeggia troppo presto la vittoria e Roze la stende con un german suplex. Nonostante ciò, Genzo ammette che è stato un buon incontro e Hanako si congratula con lei per aver combattuto per il proprio orgoglio. Carmilla piange lacrime di gioia mentre Genzo si prepara ad affrontare MAO in finale. |                  |                  |
| 12 | Il prode guerriero e il re dei demoni 「勇者×魔王」 - Yūsha × maō | 18 dicembre 2019 | 18 dicembre 2019 |
| 12 | Hanako avverte Ioana che l'incontro tra Genzo e MAO potrebbe non andare come lei vorrebbe. Mentre iniziano, MAO si infuria per l'apparente fuga di Genzo e, tra una mossa e l'altra, riescono a spiegare cosa è successo e perché entrambi si trovano in questo nuovo mondo. Ioana e Roze iniziano a temere che il loro re dei demoni possa essere un idiota. MAO rivela di avere la fobia degli animali e Ioana e Roze rapiscono Hiroyuki. L'incontro si trasforma in una rissa tra gli uomini bestia e i cacciatori che si conclude con la sconfitta di MAO da parte di Genzo. Soddisfatto di aver finalmente concluso il tanto agognato incontro, MAO accetta felicemente di disputarne un altro un giorno. Il team degli eroi viene quindi dichiarato vincitore. Mentre Ioana se ne va, Hanako la avverte che è suo compito osservare l'eroe e non tollererà più che Ioana interferisca. Shigure perde quasi le staffe dopo aver capito che, ancora una volta, i profitti sono stati sprecati per saldare i danni dell'arena, ma lascia perdere dopo aver visto come tutto ciò ha riunito umani e uomini bestia. La principessa Altena non vede l'ora di partecipare al prossimo torneo di lotta, mentre MAO parte per continuare il suo allenamento. La vita torna alla normalità quando Genzo accetta l'incarico di occuparsi di un minotauro. |                  |                  |

## Accoglienza
Recensendo i primi cinque episodi dell'adattamento anime, Rebecca Silverman di Anime News Network ha osservato che la serie manca di elementi distintivi, evidenziando l'inclinazione sessuale del personaggio di Wolfgang, che lo fa apparire come una vittima di violenza sessuale. I personaggi di Carmilla e Hanako non contribuiscono significativamente alla trama, dando l'impressione che avrebbero potuto essere esclusi senza conseguenze. Inoltre, l'animazione risulta talvolta deludente. Tuttavia, nel complesso, la serie si rivela molto divertente, offrendo un'interpretazione originale del genere isekai dove una buona dose di goffaggine può rendere una storia memorabile. Analizzando l'ultimo episodio, Silverman ha osservato che alcune trovate interessanti non sono state sufficienti a riscattare completamente la serie. Infatti, Kemono Michi: Rise Up è stato contraddistinto da un umorismo scomodo legato al PTSD di Wolfgang, derivante dalle ripetute aggressioni da parte di Genzo, e da battute crudeli a spese di Carmilla e Altena. Inoltre, gag ripetitive su Shigure e il denaro o su Hanako e il cibo non sono state in grado di essere compensate da un finale convincente. La serie presentava un potenziale significativo, grazie alla premessa originale di un eroe convocato in un altro mondo con l'intento di accarezzare animali pelosi anziché combattere. Tuttavia, spostando l'attenzione su situazioni quotidiane e trasformando molti personaggi in versioni riciclate del cast di KonoSuba! e Sentōin, haken shimasu!, entrambi dello stesso autore, ha sprecato tale potenziale. Questo ha reso la narrazione poco incisiva e a tratti noiosa. In conclusione, sebbene la serie non sia terribile, non è riuscita a raggiungere le aspettative che la sua premessa prometteva.
Stig Høgset e Tim Jones di THEM Anime Reviews hanno sostenuto che, se si desidera apprezzare Kemono Michi, è fondamentale affezionarsi ai personaggi, poiché né i disegni né la colonna sonora della serie si distinguono particolarmente. L'animazione della sigla d'apertura è piuttosto scadente e le scene di combattimento fanno ampio uso di fotogrammi statici e linee di velocità per trasmettere l'impatto. Anche se non ci sono molti combattimenti, poiché la serie si concentra maggiormente sulla commedia, i personaggi appaiono comunque accettabili nei fotogrammi. Ci sono momenti di coreografia durante i combattimenti e alcune scene sono animate, ma in generale i combattimenti risultano piuttosto anticlimatici. La serie è una rivisitazione interessante del genere isekai in quanto vede come protagonista un adulto che non deve affrontare la morte nel nuovo mondo. Genzo si adatta bene a questo contesto, offrendo una prospettiva diversa rispetto al tipico "perché sono bloccato qui" presente in altre serie. A differenza di molti protagonisti che si integrano immediatamente nell'ambiente circostante, Genzo risulta un po' strano per il resto del cast. A parte Carmilla, gli altri personaggi non sono particolarmente memorabili, ma formano un gruppo decente, specialmente Shigure. La commedia della serie è molto altalenante, e il tipo di umorismo richiede un certo gusto, ma se si riesce a tollerarlo, Kemono Michi si rivela una serie divertente. In sintesi, sebbene il concetto sia promettente, la serie si basa pesantemente su un umorismo audace. Anime UK News descrive Kemono Michi come un'opera che si distingue nel panorama degli isekai, consigliandola ai fan di Natsume Akatsuki.
Gadget Tsūshin ha inserito "Kemono Mask", una frase della sigla di apertura dell'anime, nella sua lista di parole famose degli anime del 2019.